# Florian Stahel
Florian Stahel (Zurigo, 10 marzo 1985) è un ex calciatore svizzero, di ruolo difensore.

## Palmarès

### Club

#### Competizioni nazionali
- Campionato svizzero: 3

Zurigo: 2005-2006, 2006-2007, 2008-2009
- Coppa Svizzera: 1

Zurigo: 2004-2005
- Coppa del Liechtenstein: 2

Vaduz: 2014-2015, 2015-2016